# Земблиці (Казімерський повіт)
Земблиці (пол. Zięblice) — село в Польщі, у гміні Казімежа-Велька Казімерського повіту Свентокшиського воєводства.
Населення — 234 особи (2011).
У 1975-1998 роках село належало до Келецького воєводства.

## Демографія
Демографічна структура на день 31 березня 2011 року:
|          | Загалом | Допрацездатний вік | Працездатний вік | Постпрацездатний вік |
| -------- | ------- | ------------------ | ---------------- | -------------------- |
| Чоловіки | 106     | 14                 | 77               | 15                   |
| Жінки    | 128     | 27                 | 66               | 35                   |
| Разом    | 234     | 41                 | 143              | 50                   |